# 相良長継
相良 長継（さがら ながつぐ、天正4年（1576年） - 慶長5年9月15日（1600年10月21日））は、安土桃山時代の薩摩国島津氏の家臣で、元は鎌田氏。通称は甚吉郎、甚兵衛。

## 略歴
鎌田政近の三男として誕生したが、叔父である相良長信が病身となったため、外祖父である長秀の養嗣子となった。しかし、後に長信に嫡男長広が誕生したため、長継は嫡流を長広に明け渡して次男格となった。
主君である島津義弘・忠恒父子に従い、文禄・慶長の役や庄内の乱に参戦した。関ヶ原の戦いにも従軍したが、従者3名と共に討ち死にした。享年25。法名は「玄通要律居士」。
名跡は、長継の戦死後に誕生した舎人祐が継いだ。

## 系譜
- 父：鎌田政近
- 母：相良長秀の娘
- 妻：岩切善信の娘
- 子女
  - 男子：相良舎人祐